# Hohe Straße 31 (Quedlinburg)

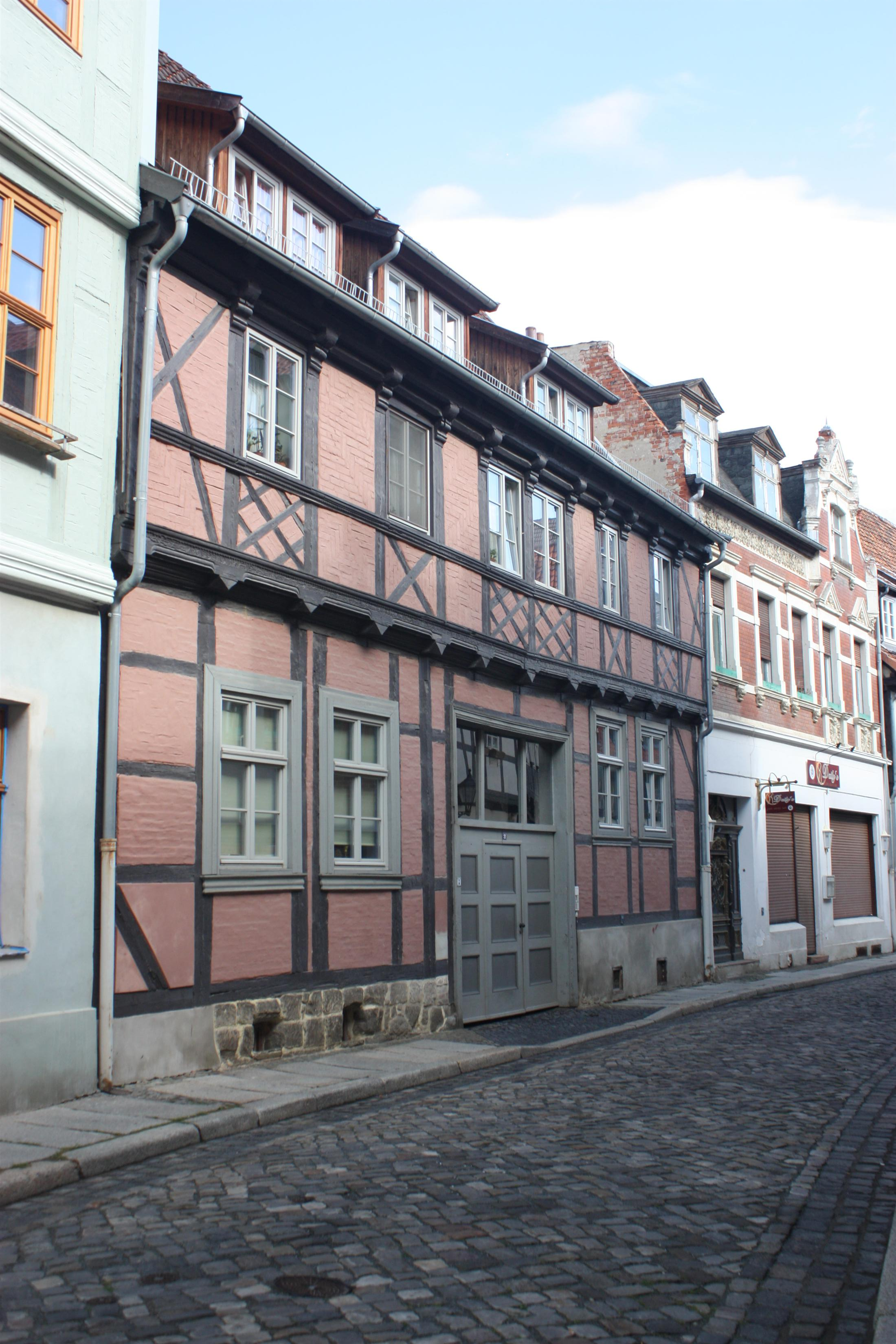
Haus Hohe Straße 31

Das Haus Hohe Straße 31 ist ein denkmalgeschütztes Gebäude in der Stadt Quedlinburg in Sachsen-Anhalt.

## Lage
Es befindet sich im Stadtgebiet westlich des Marktplatzes in der historischen Quedlinburger Altstadt und gehört zum UNESCO-Weltkulturerbe.

## Architektur und Geschichte
Das Anwesen ist im Quedlinburger Denkmalverzeichnis als Kaufmannshof eingetragen. Straßenseitig befindet sich das zweigeschossige in Fachwerkbauweise errichtete Wohnhaus des Handelshofes. Es wurde nach einer an der Stockschwelle lesbaren Inschrift im Jahr 1679 gebaut. Baumeister war der Zimmermann Jochim Schäfer auf den die Inschrift M. JOCHIM SCHAEFER ZIMMERMAN verweist. Die Fassade des barocken Hauses ist mit Rautenfachwerk, Zierausmauerungen der Gefache und Pyramidenbalkenköpfen verziert.
Hofseitig steht ein aus drei Teilen bestehender Hofflügel, der spätestens im 18. Jahrhundert entstand. Sein Obergeschoss ist ebenfalls als Fachwerkbau ausgeführt und verfügt über Zierausmauerungen.